# 酒井秀信
酒井 秀信（さかい ひでのぶ、1973年2月28日 - ）は日本のキックボクサー。TEAM☆LEGEND所属。元・全日本キックライト級1位。TRIBELATEウェルター級＆スーパーウェルター級王者。ボクシングOFBウェルター級＆スーパーウェルター級王者。人助け格闘家集団「勇者の会」副会長。会長は、ボクシング 元WBA世界ライトフライ級チャンピオンの渡嘉敷勝男。

## 人物・エピソード
- アメリカンスタイル（マーシャルアーツ）でパンタロンを履き、ノーガードで後ろを向いて攻撃したり、バク宙キックをやるなどトリッキーなスタイルで戦う異端児。「悪魔王子」と呼ばれ、由来はボクシングのナジーム・ハメド。
- 全日本キックボクシング時代に、閉所恐怖症で飛行機に乗れないため、世界タイトルマッチを4回（イタリア2回、オーストラリア、韓国）断わったことがある。
- 17歳からげん担ぎで、好きなコーヒーを飲まないでいる。
- 勇者の会で、NPO法人 らいおんはーとのぬくもり子ども食堂「NUKUNUKU」を支援をしている。

## 来歴
- 1997年4月29日、全日本キックボクシング連盟（AJKF）興行でプロデビュー。前原孝博と対戦し、3R右ストレートでKO勝ち。
- 1998年5月24日、パンタロンを履きアメリカンスタイル（マーシャルアーツは1977年8月にベニー・ユキーデが来日し試合を行った最に流行となった）で登場して仁平貴志に2RKO勝ち。
- 2000年1月28日、箱崎浩康と5R昇格決定戦でボクシングの元WBC、WBOフェザー級王者のナジーム・ハメドと同じ風貌やコスチュームで入場し、ロープから一回転してリングに入る。ラウンド開始直後から積極的に出てきた箱崎を、酒井はいなすような素振り。それでも箱崎が強引に出ようとすると、右ストレートをねじ込んでぐらつかせる。そして次の瞬間、至近距離から箱崎の顎先を掠めるようなピンポイント・アッパー。膝から崩れるようにダウンする箱崎。この一発で試合はほぼ決まっていた。何とかカウント内に立ち上がった箱崎だったが、マウスピースを吐き出し、既に目の焦点も合っていない。レフェリーの試合再開の合図と同時に、酒井の身体が空中で一回転、バックスピン・キックの踵がものの見事に箱崎の顔面を直撃した。まるで棒が倒れるようにリングに仰向けにぶっ倒れた箱崎はピクリとも動かない。勝利に躍り上がる酒井の横を、担架に乗って運び出される。その後ドレッシング・ルームで意識は回復したが、立ち上がれるような状態でなく、救急車で病院に運ばれることとなった。試合時間わずか56秒、衝撃的な秒殺劇であった。デビューから5戦5勝5KOでランキング入りし、この年の新人賞を獲得。
- 2000年12月22日、サッダム・ギャットヨンユットに敗れ、デビューから続いたKO記録が7戦7勝7KOで途切れる。
- 2001年6月17日、復帰戦で島野智宏に判定勝ち後、師匠の清水隆広の後継者として、レックスジャパンの会長を勤めた。全日本ライト級1位。
- ボクシング非公式4戦1勝 1KO 2引き分け 1無効試合。

### 12年振りに復帰
- 2013年2月10日、新宿FACEで開催された「NICE MIDDLE 17」において、第22回新空手K-3優勝の実績を持つ高橋ゴローと対戦。蹴り、パンチと手数を出す高橋に対し、酒井は高橋の攻撃をブロックしながら常にプレッシャーをかける。2Rに左ボディでダウンを奪っての判定勝ちを収めた[1]。
- 2013年3月20日、TRIBELATEにて正式にプロ復帰。現役の用にパンタロンを履いて登場、ロープを1回転してリングイン   ナジーム・ハメドのような動きを披露しENTRANCE正蔵に2RバックブローでKO勝ちした。
- 2014年2月23日、「ザ・おやじファイト」において、スーパーウェルター級王座決定戦でマイク・ゾンビデスと対戦。判定2-1で勝利し、OFBスーパーウェルター級王者を獲得。
- 2014年6月1日、「ザ・おやじファイト」において、与国秀行(関東最強の不良)と対戦し、2度のダウンを奪い判定勝ち。
- 2014年8月2日、「TRIBELATE vol.44」にてEXIT鬼三郎と対戦。1R2度のパンチでKO勝ちし、シニアリーグスーパーウェルター級王者を獲得。
- 2014年10月26日、新宿FACEで開催された「TRIBELATE vol.45」にて、天地“ミステリオ”零 と対戦し3Rにパンチでダウンを取ったところでレフェリーストップでTKO勝ち。試合後にセコンドのTEAM☆LEGEND（往年のキックボクシング王者が集まったセコンド）のメンバー達がリングに上がり勝利を称えた。
- 2015年11月15日、「ザ・おやじファイト」において、ウェルター級王座決定戦に勝ち、ウェルター級王者獲得して2階級王者になる。
- 2015年11月23日、「TRIBELATE vol.49」のダブルメインイベントにて、TAKEDAとウェルター級王座決定戦を行い、2Rに3度ダウンを奪いTKO勝ちし、ウェルター級王者を獲得して2階級王者になる。
- 2016年5月21日、「TRIBELATE vol.50」にて木村卓也とウェルター級タイトルマッチを行い、2Rに3度のダウンを奪いTKO勝ちで王座防衛に成功した。ラウンドガールはセクシー女優の麻美ゆまが努めた。
- 2016年7月31日、OFBスーパーウェルター級タイトルマッチで元A級ボクサーの春山正太と対戦し判定負け。
- 2016年11月6日、OFB R40スーパーウェルター級タイトルマッチで2RKO勝ちし、王座防衛に成功した。
- 2017年3月10日、TRIBELATE vol.51にて、TRIBELATE Boxウェルター級王座決定戦でインターハイ、国体出場の濱道亮太とボクシングルールで対戦。1Rダウンを奪った後に左眼にパンチが当たり、2R右眼にもパンチをもらい両眼を負傷しKO負け。試合後に眼窩低骨折が判明。ラウンドガールはセクシー女優の天使もえが努めた。
- 2017年4月1日～3日、全8公演  舞台『BOX-SING』に天才ボクサー佐藤 エイジ（鶴田亮介）のトレーナー役で初出演。
- 2017年11月24日、TRIBELATE Vol.53にて、やなぎぃに1RパンチでKO勝ち。
- 2018年2月25日、「ザ・おやじファイト」において、スーパーウェルター級王座決定戦で、元日本ランカーの望月宏昭と対戦。3-0で判定勝ちし、2度目の防衛に成功。
- 2018年5月5日、川崎競輪野外プレステージにてトークショー行った。
- 2018年5月21日、インターネットテレビ局「ON AIR TV」の格闘家トーク番組「Round0(ゼロ)」のMCを務める。
- 2018年6月23日、川崎競輪野外プレステージにて、ミット打ちで会場を盛り上げた。
- 2018年6月30日、インターネットテレビ局「ON AIR TV」の格闘家トーク番組「Round0(ゼロ) #2」で、2度目のMCを努める。
- 2018年7月29日、初の自主興行「TRIBELATE vol.56 酒井秀信 江戸川区凱旋 タワーホール船堀 格闘技大会」を行い、TRIBELATEスーパーライト級王者・小鹿雅弘（ジョイント）の1番弟子のぎーだ。と対戦[2]。
- 2018年10月26日、蒲田駅前ハロウィーンライブでキックボクシング仲間の中村篤史とエキシビションを行う。
- 2019年1月28日、インターネットテレビ局「ON AIR TV」の格闘家トーク番組「Round0(ゼロ) #3」でMCを努める。ゲストは、ボクシング 元WBA世界ライトフライ級チャンピオンの渡嘉敷勝男が出演。
- 2019年3月5日、「ちゃぺのSplash Beat」FMラジオに出演。
- 2019年4月5日、インターネットラジオゆめのたね アース!!アーシャー!!アーシェスター!!に出演。
- 2019年7月26日、インターネットテレビ局「ON AIR TV」の格闘家トーク番組「Round0(ゼロ) #4」でMCを努める。ゲストは、アトランタオリンピック レスリング日本代表の西見健吉が出演。
- 2020年5月12日、市川うららFMラジオ「ルイノアールユリアの舘」にゲスト出演。
- 2020年10月11日、市川うららFMラジオ「Diamond Suhggy  Bonne Chahcei！～ポンシャンス～」にゲスト出演。
- 2021年4月20日、鳥越アズーリFMの番組にゲスト出演。
- 2021年12月5日、インターネットテレビ局「ON AIR TV」の格闘家トーク番組「Round0(ゼロ) #5」でMCを努める。ゲストは、ボクシング 元WBA世界ライトフライ級チャンピオンの渡嘉敷勝男、アトランタオリンピック レスリング日本代表の西見健吉が出演。
- 2023年4月25日、Cwave放送局「なないろスマイルブギ」にゲスト出演。

## 戦績
- キックボクシング：20戦17勝16KO3敗

### キックボクシング
| 勝敗 | 対戦相手                     | 試合結果                          | 大会名                                                             | 開催年月日     |
| ○    | ぎーだ。                     | KO                                | TRIBELATE Vol.56 酒井秀信 江戸川区凱旋 タワーホール船堀 格闘技大会 | 2018年7月29日  |
| ○    | やなぎぃ                     | 1R KO                             | TRIBELATE Vol.53                                                   | 2017年11月24日 |
| ×    | 濱道亮太                     | 2R KO                             | TRIBELATE voI.51                                                   | 2017年3月10日  |
| ○    | 木村卓也                     | 2R TKO                            | TRIBELATE voI.50                                                   | 2016年5月21日  |
| ○    | TAKEDA                       | 2R 23秒 TKO/3ノックダウン         | TRIBELATE vol.49                                                   | 2015年11月23日 |
| ○    | エム・トリビュレート         | 2R 2分10秒 TKO/3ダウン            | TRIBELATE vol.48×WINDY SPORTS                                      | 2015年7月18日  |
| ×    | 関川和将                     | 判定3-0                           | TRIBELATE vol.46                                                   | 2015年3月8日   |
| ○    | 天地“ミステリオ”零           | 3R1分18秒/レフェリーストップ      | TRIBELATE vol.45                                                   | 2014年10月26日 |
| ○    | EXIT鬼三郎                   | 1R 2分19秒 KO/左フック            | TRIBELATE vol.44                                                   | 2014年8月2日   |
| ○    | TAKEDA                       | 1RTKO 2分46秒 ※レフェリーストップ | TRIBELATEvol.42×SUK Phumpanmuang                                   | 2014年3月21日  |
| ○    | 高橋ゴロー                   | 判定3-0 ※20-18、20-18、20-17      | NICE MIDDLE 17                                                     | 2013年2月10日  |
| ○    | 島野智宏                     | 判定                              | 全日本キック                                                       | 2001年6月17日  |
| ×    | サッダム・ギャットヨンユット | 3R 2分54秒 KO/3ダウン             | 全日本キック                                                       | 2000年12月22日 |
| ○    | 韓 鐘喆(ハン・ヂョンチョル)  | KO                                | 全日本キック「LEGEND-VII」                                         | 2000年7月30日  |
| ○    | 林 亜欧                      | KO                                | 全日本キック                                                       | 2000年5月24日  |
| ○    | 箱崎浩康                     | 1R 56秒 KO/バックスピンキック     | 全日本キック「YOUNG GUN」                                          | 2000年1月28日  |
| ○    | 野尻和哉                     | KO                                | 全日本キック                                                       | 1999年10月8日  |
| ○    | 蔵満 誠                      | KO                                | 全日本キック                                                       | 1999年7月13日  |
| ○    | 仁平貴志                     | 2R KO                             | 全日本キック                                                       | 1998年5月24日  |
| ○    | 前原孝博                     | 3R KO/右ストレート                | 全日本キック                                                       | 1997年4月29日  |

### ボクシング
| 勝敗 | 対戦相手           | 試合結果                     | 大会名                                                      | 開催年月日     |
| ○    | 望月宏昭           | 判定3-0                      | ザ・おやじファイト 扇橋大会                                 | 2018年2月25日  |
| ○    | 富永滋也           | 2R KO                        | ザ・おやじファイト 扇橋大会 関東地区チャンピオンカーニバル1 | 2016年11月6日  |
| ×    | 春山正太           | 判定                         | ザ・おやじファイト 後楽園大会                               | 2016年7月31日  |
| ○    | 神山俊             | 判定2-0                      | ザ・おやじファイト                                          | 2015年11月15日 |
| ○    | 与国秀行           | 判定                         | ザ・おやじファイト                                          | 2014年6月1日   |
| ○    | マイク・ゾンビデス | 判定2-1（30-27.29-28.28-30） | ザ・おやじファイト                                          | 2014年2月23日  |

## 出演

### テレビ
- 2019年8月14日放送の仲間由紀恵、杏出演のドラマ日本テレビ『偽装不倫』で吉沢葉子(仲間由紀恵)の不倫相手役、八神風太(瀬戸利樹)の対戦相手、大内タケルのセコンド役で出演
- SRS（フジテレビ） - 大槻ケンヂのコーナーで紹介される

### インターネットテレビ
- Round0 #1（ON AIR TV、2018年5月21日放送） - メインMC
- Round0 #2（ON AIR TV、2018年6月30日放送） - メインMC
- Round0 #3（ON AIR TV、2019年1月20日放送） - メインMC
- Round0 #4（ON AIR TV、2019年7月26日放送） - メインMC
- Round0 #5（ON AIR TV、2021年12月5日放送） - メインMC

### CM
- 1999年（平成11年）5月5日 - 第10回全日本新空手選手権大会

### 舞台
- 2017年4月1日～3日 舞台「BOX-SING」